# Wypowiedzenie
Wypowiedzenie – komunikat językowy wyrażony zespołem wyrazów powiązanych logicznie i gramatycznie lub jednym wyrazem, wyodrębnionym prozodyjnie (mającym zamknięty kontur intonacyjny).
Wypowiedzenia mogą być werbalne (z osobową formą czasownika, od łac. verbum – czasownik) lub niewerbalne (bez osobowej formy czasownika). Werbalnymi nazywamy zdania. Niewerbalne są to oznajmienia: równoważniki zdań (gdzie można wprowadzić osobową formę czasownika) i informatywy dzielące się na: wykrzyknienia i zawiadomienia (w obu przypadkach niemożliwe jest wprowadzenie osobowej formy czasownika).
Wypowiedzenia możemy podzielić na: 
- pojedyncze
- złożone – co najmniej dwa wypowiedzenia.

Wypowiedzenia możemy zróżnicować też ze względu na to, że postawa mówiącego może być:
- oznajmująca, neutralna,
- żądająca,
- pytająca.

Termin „wypowiedzenie” wprowadził do językoznawstwa Zenon Klemensiewicz.